# كيك بي إتش بي
كيك بي إتش بي (بالإنجليزية: CakePHP)‏ هو إطار عمل لبرمجة تطبيقات الويب مفتوح المصدر مطور بلغة البرمجة بي إتش بي (بالإنجليزية: PHP)‏.

## المؤتمرات
تدير مؤسسة كيك سوفتوير مؤتمرًا سنويًا يركز على CakePHP يدعى CakeFest. تم عقده أول مرة في عام 2008.
| عام  | الموقع                                                  |
| ---- | ------------------------------------------------------- |
| 2019 | طوكيو، اليابان                                          |
| 2017 | نيويورك ، نيويورك ، الولايات المتحدة الأمريكية          |
| 2016 | امستردام هولندا                                         |
| 2015 | نيويورك ، نيويورك ، الولايات المتحدة الأمريكية          |
| 2014 | مدريد اسبانيا                                           |
| 2013 | سان فرانسيسكو ، كاليفورنيا ، الولايات المتحدة الأمريكية |
| 2012 | مانشستر ، المملكة المتحدة                               |
| 2011 | مانشستر ، المملكة المتحدة                               |
| 2010 | شيكاغو ، إلينوي ، الولايات المتحدة الأمريكية            |
| 2009 | برلين، ألمانيا                                          |
| 2008 | بوينس آيرس ، الأرجنتين                                  |
| 2008 | أورلاندو ، فلوريدا ، الولايات المتحدة الأمريكية         |